# Schiffssetzungen auf Alsen

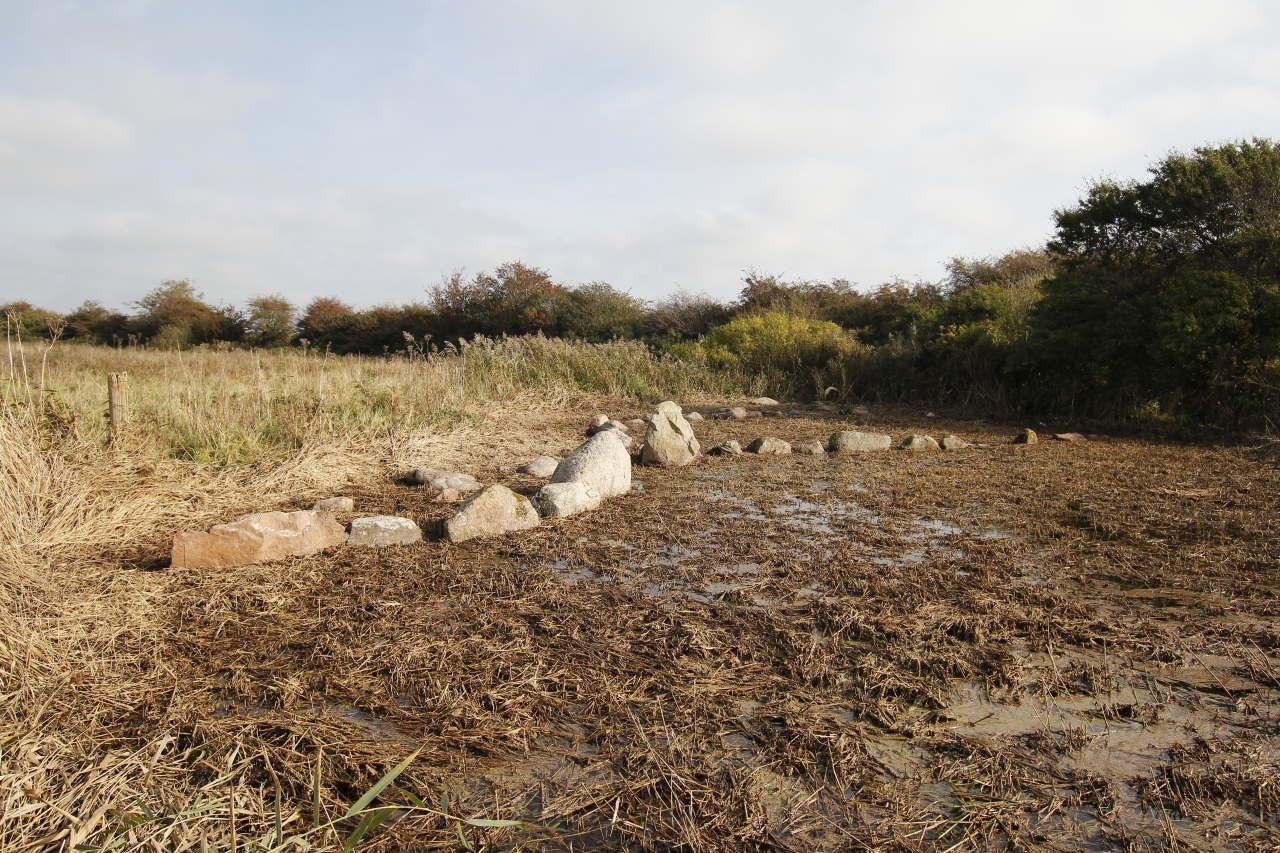
Schiffssetzung bei Dyndved Strand, Stolbro, Insel Alsen

Die Schiffssetzungen auf Alsen in Dänemark wurden 1938 bzw. 1948 von Jens Raben (1880–1960) entdeckt und skizziert. Es handelt sich um zwei Stellen am Augustenfjord auf der Insel Alsen mit drei bzw. vier mehr oder minder vollständigen Steinsetzungen in Schiffsform, wie sie im südlichen Skandinavien häufiger anzutreffen sind.

## Stolbro Næs
Die drei Schiffssetzungen (A–C) (dänisch skibssætningar) am Nordostufer des Fjordes waren noch so weit erhalten, dass die meisten ihrer Maße festgestellt werden konnten. Die Abmessungen sind:
- A: Länge etwa 17 m; Breite etwa 6,0 m; erhaltene Steine 40
- B: Länge etwa 14 m; Breite etwa 5,0 m; erhaltene Steine 9
- C: Länge etwa 12 m; Breite etwa 4,5 m; erhaltene Steine (im Jahre 1948 vermutlich 10)
- D: Von der vierten (D) sind nur vier Steine erhalten.

Die Schiffssetzung C wurde 1960 durch Peter Vilhelm Glob untersucht, der anhand der Standspuren 45 Steine belegen konnte. Im Schiff fand sich ein etwa einen Quadratmeter großer Brandfleck mit etwa 35 g verbrannter Knochen, die nicht bestimmt werden konnten.

## Dyndved Strand
Am Strand von Dyndved, nur etwa drei Kilometer südöstlich von der Stolbro Næs, befinden sich am Ende des Katholmvej, auf Höhe der Insel Katholm, drei Schiffssetzungen, von denen Jens Raben 1948 in einem Aufsatz in der „Sønderjydsk Månedsskrift“ berichtet. Sie liegen in unmittelbarer Strandnähe. Zwei sind stark zerstört, Die östliche weist bei einer Länge von etwa 11 m und einer Breite von etwa 6,0 m nur noch fünf Steine auf. Die mittlere besteht aus etwa 40 Steinen, ist gut erhalten und hat bei einer Länge von etwa 13 m eine Breite von etwa 7,5 m. Die westliche besteht nur noch aus einem großen Stevenstein und sechs weiteren Steinen.
In der Nähe der Schiffssetzungen fanden sich wikingerzeitliche Gräber, auf die man in den 1920er Jahren beim Kiesabbau stieß. In 0,7 m Tiefe fand man das Skelett eines 1,69 m großen Mannes ohne Beigaben.